# Hütter
Хюттер (нем. Hütter) — самолётостроительная компания Германии 1930-х — 1940-х гг., образована авиаконструкторами братьями Ульрихом (Ulrich W. Hütter) и Вольфгангом (Wolfgang Hütter) Хюттерами австро-немецкого происхождения.

## Модели

### Hütter Hü 17
Hütter Hü 17 — одноместный планёр общего назначения (учебный), разработан в 30-х годах (1934).
Разработан в Зальцбурге (Австрия). Проект был задуман как модель для любительского самолётостроения (en:Homebuilt aircraft).
Был весьма популярен; точное правильное обозначение самолёта неясно — различные источники называют Hütter Hü 17, Hütter-17, Hütter H-17, Hutter H-17, Hütter Hü-17, Göppingen Gö 5 и Goppingen 5.
По конструкции деревянный высокоплан с подкосами, фюзеляж покрыт фанерой. D-образное крыло с одной стойкой, покрытое тканью; крыло использует аэродинамический профиль Göppingen 535 у основания крыла и NACA M-6 на кончике крыла.
Длина 5,18 м, размах крыльев 9,96 м.
Построено «несколько тысяч» экземпляров.

### Hütter Hü 28
Hütter Hü 28 — одноместный планёр, разработан в 30-х годах.
Деревянный среднеплан. Длина ?? м, размах крыльев 12 м.
Построено ок. 7 экз.

### Hütter Hü 136
Hütter Hü 136 — проект пикирующего бомбардировщика.
В 1938 г. братья Хютер, более известные как конструкторы планёров, откликнулись на призыв Имперского министерства авиации (Reichsluftfahrtministerium, RLM) разработать передовые мощные бомбардировщики.
Спецификация Sturzbomber или Stubo состояла из двух частей:
Stubo 1 — одноместный, с возможностью полёта как истребителя, но вооружённый бомбой массой 500 кг;
и Stubo 2 — двухместный бомбардировщик с аналогичными характеристиками, но с бомбовой нагрузкой 1000 кг.
Конструкция Hü 136 была очень инновационной: пилот сидел далеко позади центра самолёта, а его кабина была частью вертикальной плоскости хвостового оперения.
У конструкции не было шасси — имелась откидная тележка для взлёта и убирающийся занос для посадки. Чтобы предотвратить контакт между пропеллером и землёй при приземлении, пропеллер отстреливался перед приземлением и опускался отдельно на парашюте.
RLM не приняли разработку, предпочтя принять существующий Henschel Hs 129.

### Hütter Hü 211
Hütter Hü 211 — прототип разведчика дальнего действия и тяжёлого ночного истребителя фирмы. Заказан Министерством авиации Рейха в конце 1944 года.
Опыт Вольфганга Хюттера мог бы с пользой использован на дальнемагистральных и высотных самолётах и Э. Хейнкель предложил ему принять участие в модификации их ночного перехватчика He 219 для разведки на большие расстояния и в качестве ночного истребителя.
Крылья и хвостовые поверхности были изготовлены из дерева, в качестве меры по снижению веса и для облегчения производства. Крылья были чрезвычайно длинными и напоминали крылья высокопроизводительного планера. Как и на He 219 кабина была герметичной и оснащалась катапультируемыми креслами.
Готовый продукт должен был быть представлен в феврале 1945 года и должен был противостоять британским скоростным истребителям «Москито». Были также планы по вариантам, приводимым в действие реактивными двигателями, с целью достижения бо́льших высот, но они так и не исполнились.
Проект остановился после того, как воздушный налет уничтожил все прототипы, прежде чем они были достроены.
Характеристики:
- Экипаж: 2 чел.
- Длина: 16,5 м